# Bell HSL
Bell HSL (Model 61) – amerykański śmigłowiec zwalczania okrętów podwodnych w układzie tandemowym, opracowany na początku lat 50. XX wieku przez spółkę Bell Helicopter. Był to jedyny śmigłowiec Bella w tym układzie konstrukcyjnym. Maszyny nie weszły do służby operacyjnej i wykorzystywano je tylko w roli śmigłowców testowych. Zbudowano 53 egzemplarze, które wycofano z eksploatacji w 1960 roku.

## Historia
Na przełomie lat 40. i 50. XX wieku amerykańska marynarka wojenna obserwowała znacznie przyspieszony rozwój technologiczny okrętów podwodnych, przez co zauważono potrzebę opracowania śmigłowca przeznaczonego do ich zwalczania (ZOP). Tym samym rozpoczęto przetarg na stworzenie takiego śmigłowca. W czerwcu 1950 roku zwycięzcą postępowania ogłoszono firmę Bell Helicopter z projektem oznaczonym jako Bell Model 61.
Złożono wówczas zamówienie na trzy egzemplarze prototypowe oraz 160 śmigłowców seryjnych. Zamówienie obejmowało także prawo opcji rozszerzenia umowy do 234 śmigłowców. Spośród zamówionych seryjnych śmigłowców, osiemnaście egzemplarzy miało trafić do brytyjskiej marynarki wojennej.

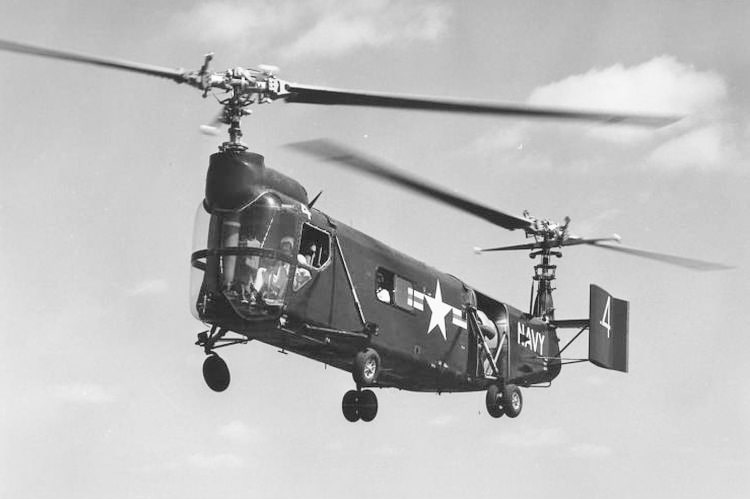
Seryjny Bell HSL w 1956 roku

Pełnowymiarowy model śmigłowca, który otrzymał oznaczenie HSL-1 (gdzie litera „H” oznaczała śmigłowiec – ang. helicopter, litera „S” odnosiła się do zwalczania okrętów podwodnych, a „L” wskazywała na oznaczenie zakładów Bella) ukończono na początku 1951 roku w zakładzie Bell w Niagara Falls w stanie Nowy Jork. Niedługo potem w zakładzie w Buffalo, również w stanie Nowy Jork, wyprodukowano trzy prototypy pod oznaczeniem XHSL-1.
W tym czasie prezes firmy, Lawrence Bell, podjął decyzję o przeniesieniu operacji śmigłowcowych z Niagara Falls do nowego zakładu w Hurst w Teksasie. Pod koniec 1951 roku maszyny HSL-1 przetransportowano koleją do nowego zakładu. Pierwszy prototyp rozpoczął próby naziemne w kwietniu 1952 roku, a w grudniu tego samego roku program wszedł w fazę prób kołowania. W trakcie testów szczególnie dokuczliwe były hałas i wibracje w kokpicie. Oblotu dokonano 3 marca 1953 roku. Produkcja seryjna rozpoczęła się wkrótce później.

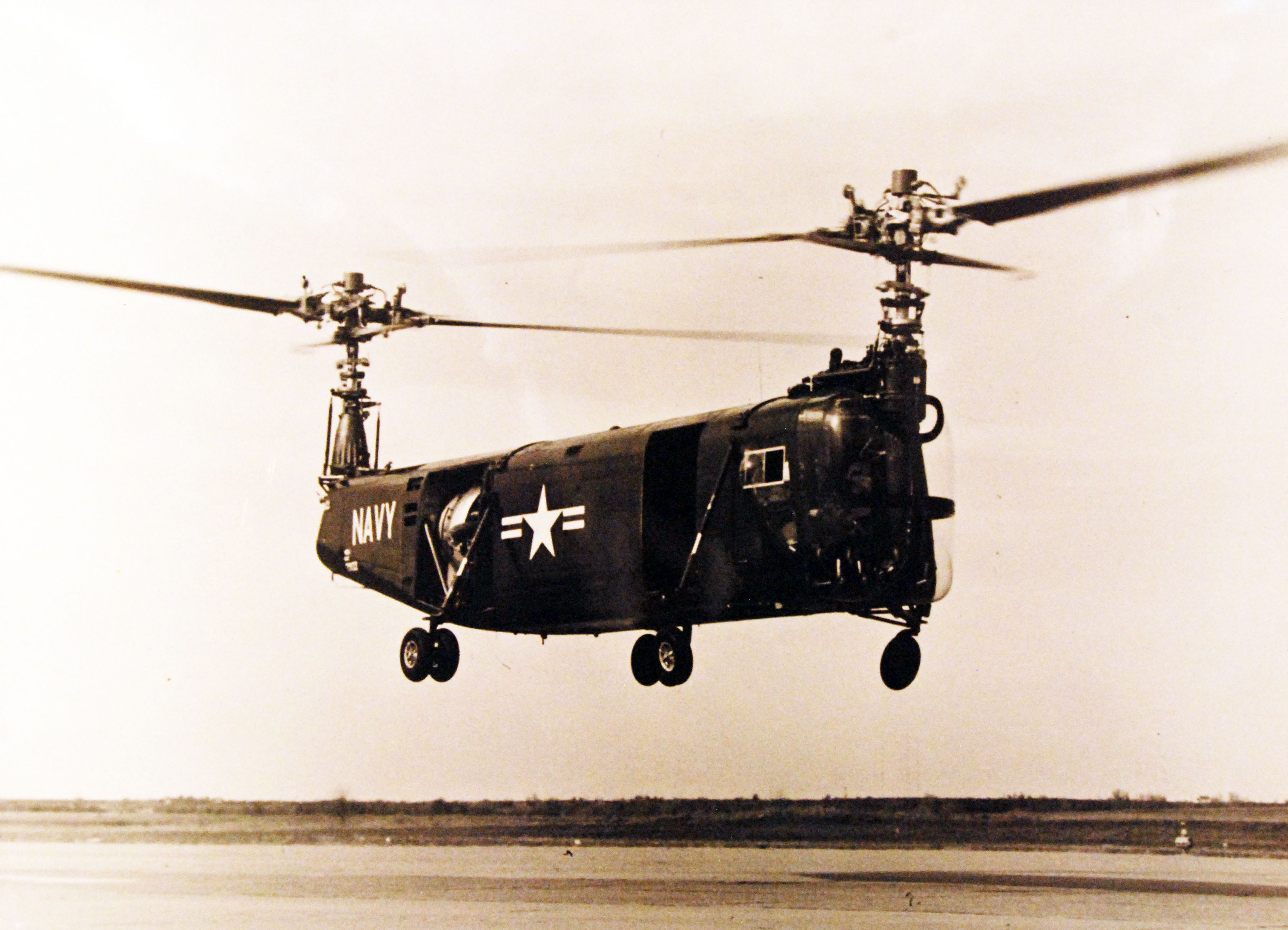
Jeden z pierwszych prototypów Bella HSL

Dużym wyzwaniem dla Bella była jednoczesna produkcja dwóch dużych serii śmigłowców: opracowywanego HSL-1 oraz Bell 47. Ostatecznie problemowi udało się zaradzić, jednak sama produkcja śmigłowca ZOP nie przebiegała tak gładko, jakby sobie życzył tego producent. Z umowy na 160 śmigłowców zabezpieczono finansowanie jedynie na 60 śmigłowców dla US Navy i 18 dla Royal Navy. Same testy, mimo że przebiegały prawie bezproblemowo, to trwały bardzo długo.
Konstrukcja szybko stała się przestarzała, co doprowadziło do zakończenia produkcji śmigłowca już w 1955 roku. Do tego czasu wyprodukowano jedynie 50 egzemplarzy seryjnych. Pierwsze maszyny trafiły do służby w 1957 roku, jednak nigdy nie były wykorzystywane operacyjnie – większość z nich została zmagazynowana jako rezerwa. Również egzemplarze zamówione dla brytyjskiej floty ostatecznie nigdy do niej nie trafiły.
Wszystkie pozostające w służbie śmigłowce zostały wycofane ze służby w 1960 roku i zezłomowane. Producent starał się bezskutecznie znaleźć innych odbiorców, jednak wówczas maszyna była koncepcyjnie przestarzała. Planowano stworzenie powiększonej wersji HSL oznaczonej jako D216 dla United States Army. Miałaby być napędzana silnikami turbinowymi. Nie wzbudziła ona żadnego zainteresowania. Podejmowano próby wprowadzenia śmigłowca na rynek cywilny, jednak również plany te spełzły na niczym. Po wycofaniu ze służby kilka egzemplarzy uniknęło złomowania, jednak do obecnych czasów nie zachował się żaden egzemplarz.

## Konstrukcja
Bell HSL-1, oznaczony przez producenta jako Model 61, został zaprojektowany jako śmigłowiec przystosowany do poszukiwania i zwalczania okrętów podwodnych w każdych warunkach pogodowych. Załogę stanowiło dwóch pilotów oraz 1–2 operatorów sonaru.

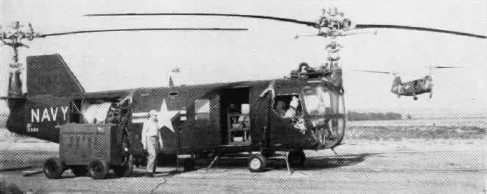
Dwa egzemplarze śmigłowca w 1953 roku

Śmigłowiec był wyposażony w sonar zanurzeniowy, umożliwiający wykrywanie celów podwodnych. Niestety, konstrukcja śmigłowca generowała znaczny hałas i wibracje, które utrudniały efektywne korzystanie z sonaru. Uzbrojenie składało się z dwóch torped przeciwpodwodnych Mark 43. Śmigłowiec dysponował również układem autopilota, który opracowano w 1954 roku. Testy systemu przeprowadzono na jeziorze w pobliżu zakładu w Hurst w Teksasie.
Bell HSL napędzany był przez silnik gwiazdowy Pratt & Whitney R-2800-50 o mocy 2400 KM, zamontowany tylnej sekcji kadłuba. Silnik przekazywał moc na wał, który napędzał dwa, dwułopatowe wirniki główne. Podwozie kołowe składało się z czterech osobnych goleni, co zwiększało stabilność konstrukcji na ziemi. Napęd pozwalał rozwijać prędkość maksymalną rzędu 200 km/h oraz przelotową 154 km/h. Czas lotu śmigłowca wynosił 3 godziny i 30 minut, a zasięg wynosił 560 kilometrów.